# Rasmus Kragh
Rasmus Kiilerich Kragh (født 3. april 1989 i Skive) er en dansk coach og foredragsholder, der er tidligere bjergbestiger, bjergløber og orienteringsløber. Han er født og opvokset i Skive.  
Kragh var i nogle år en stærk orienteringsløber for Skive Atletik- og Motionsklub. Han var juniordanmarksmester og i tre år med på juniorlandsholdet i orienteringsløb. Har var som ung også med i den nationale elitegruppe i langdistanceløb. 
Efter studentereksamen fra Skive Gymnasium og HF var han tre år i Forsvaret som sergent. 2013 rejste han til Lofoten i det nordlige Norge for at gå på Lofoten folkehøgskole med fokus på friluftsliv, skiløb, klatring og bjergbestigning. Han blev i Norge i to år. 
Kragh lykkedes 23. maj 2019 som den første dansker nogensinde at nå toppen af verdens højeste bjerg, Mount Everest, uden brug af kunstig ilt. Han havde to gange tidligere forsøgt at bestige bjerget, men måtte dog begge gange opgive 250 højdemeter fra toppen på grund af dårlige vejrforhold.
Kragh besteg Mount Everests 8848 meter fra bjergets sydside og i alt stod han på toppen af bjerget i ti minutter.
Fra 1995 og frem til 2019 har 18 andre danskere besteget Mount Everest, alle med hjælp fra medbragt ilt. Kragh var nummer 212, der har besteget bjerget uden medbragt ilt og i alt har flere end 9000 besteget bjerget.
Kragh har også besteget Lobuche East 6119 meter i 2015, Khan Tengri  i Kirgistan 6995 meter i 2015, Cho Oyu i Himalaya i Tibet 8201 meter i 2016 og Mount Elbrus i Rusland 5641 meter 2019.
I 2024 og i starten af 2025 foretog Rasmus Kragh en ekspedition til den geografiske sydpol i forsøget på at blive den første dansker der går alene uden support fra Hercules Inlet og til den geografiske sydpol. En tur på 1130 kilometer og mere end 2800 højdemeter.